# 192
| 192                |
| ------------------ |
| Dødsfald - Fødsler |
|                    |

| Gregoriansk kalender | 192 CXCII               |
| Ab urbe condita      | 945                     |
| Armensk kalender     | I/T                     |
| Kinesiske kalender   | 2888 – 2889 辛未 – 壬申 |
| Etiopisk kalender    | 184 – 185               |
| Jødisk kalender      | 3952 – 3953             |
| Hindukalendere       |                         |
| - Vikram Samvat      | 247 – 248               |
| - Shaka Samvat       | 114 – 115               |
| - Kali Yuga          | 3293 – 3294             |
| Iransk kalender      | 430 BP – 429 BP         |
| Islamisk kalender    | 443 BH – 442 BH         |

Se også 192 (tal)

## Dødsfald
- 31. december – Commodus, romersk kejser.
- Dong Zhuo, kinesisk tyran